# Gråvingad trut
Gråvingad trut (Larus glaucescens) är en måsfågel inom ordningen vadarfåglar som förekommer i västra Nordamerika och östligaste Sibirien.

## Utseende
Gråvingad trut är en relativt stor trut, av samma storlek som kanadatrut. Den är 50–68 centimeter lång, har 120–150 centimeter i vingbredd och väger 730–1 690 gram. Huvud, hals, bröst, buk hos adulta individer är vita medan rygg och vingar är pärlgrå. Längst ut på vingarna är den vitspetsad och saknar, till skillnad från flera andra trutarter inslag av svart. Benen är rosa och näbben gul med den för trutar typiska röda fläcken. Pannan är rätt flack. Vintertid blir huvud och nacke sotiga hos adulta individer.

## Utbredning och systematik
Arten häckar från Berings hav till nordvästra Oregon och övervintrar söderut till Japan respektive nordvästra Mexiko. Arten är en mycket sällsynt gäst i Europa, första kända observationer skedde på ön Hierro i Kanarieöarna 1992 och därefter har den observerats vid tre tillfällen i Storbritannien samt ett tillfälle vardera i Norge, Danmark, Irland och Island.

### Släktskap
Arten hybridiserar ofta med västtrut (Larus occidentalis), vilket skapar artbestämningsmässigt problematiska mellanformer, framför allt i Puget Sound. I Alaska hybridiserar den även med kanadatrut. Båda hybridkombinationer liknar thayertrut, ett taxon som numera behandlas som underart till vitvingad trut.
Trots att arten ofta hybridiserar med västtrut är de egentligen inte särskilt nära släktingar. Istället är gråvingad trut närmast besläktad med andra nordamerikanska trutar som kanadatrut och prärietrut, men också vitvingad trut och skiffertrut.

## Ekologi
Den gråvingade truten häckar sommartid. Varje par producerar två eller tre ungar[källa behövs] som blir flygga efter sex veckor. Den födosöker utmed kusten efter fisk, musslor och avfall.

## Status och hot
Arten har ett stort utbredningsområde och en stor population, och tros öka i antal. Utifrån dessa kriterier kategoriserar internationella naturvårdsunionen IUCN arten som livskraftig (LC). Världspopulationen uppskattas till fler än 570 000 individer.

## Bilder

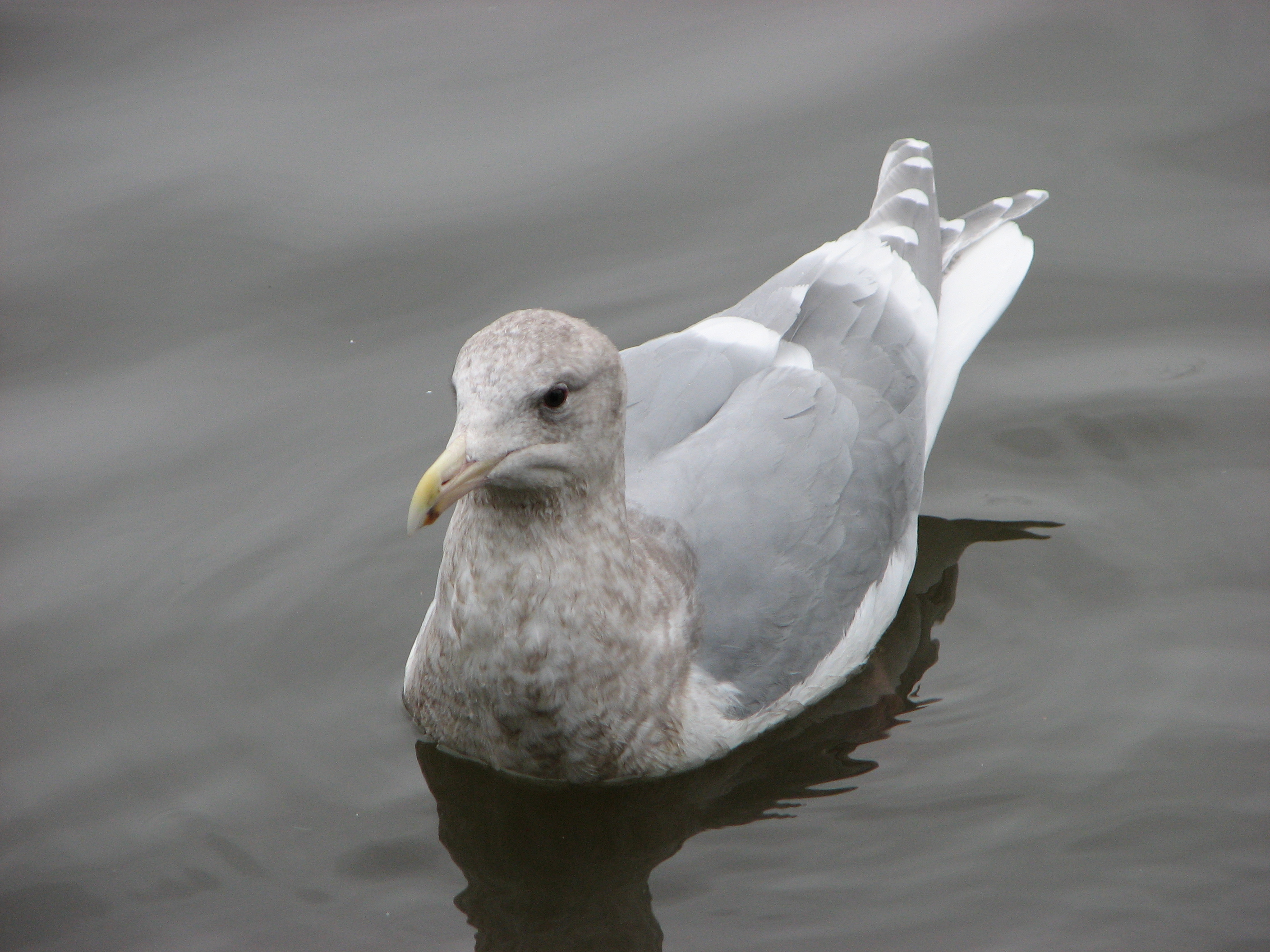
Adult i vinterdräkt.
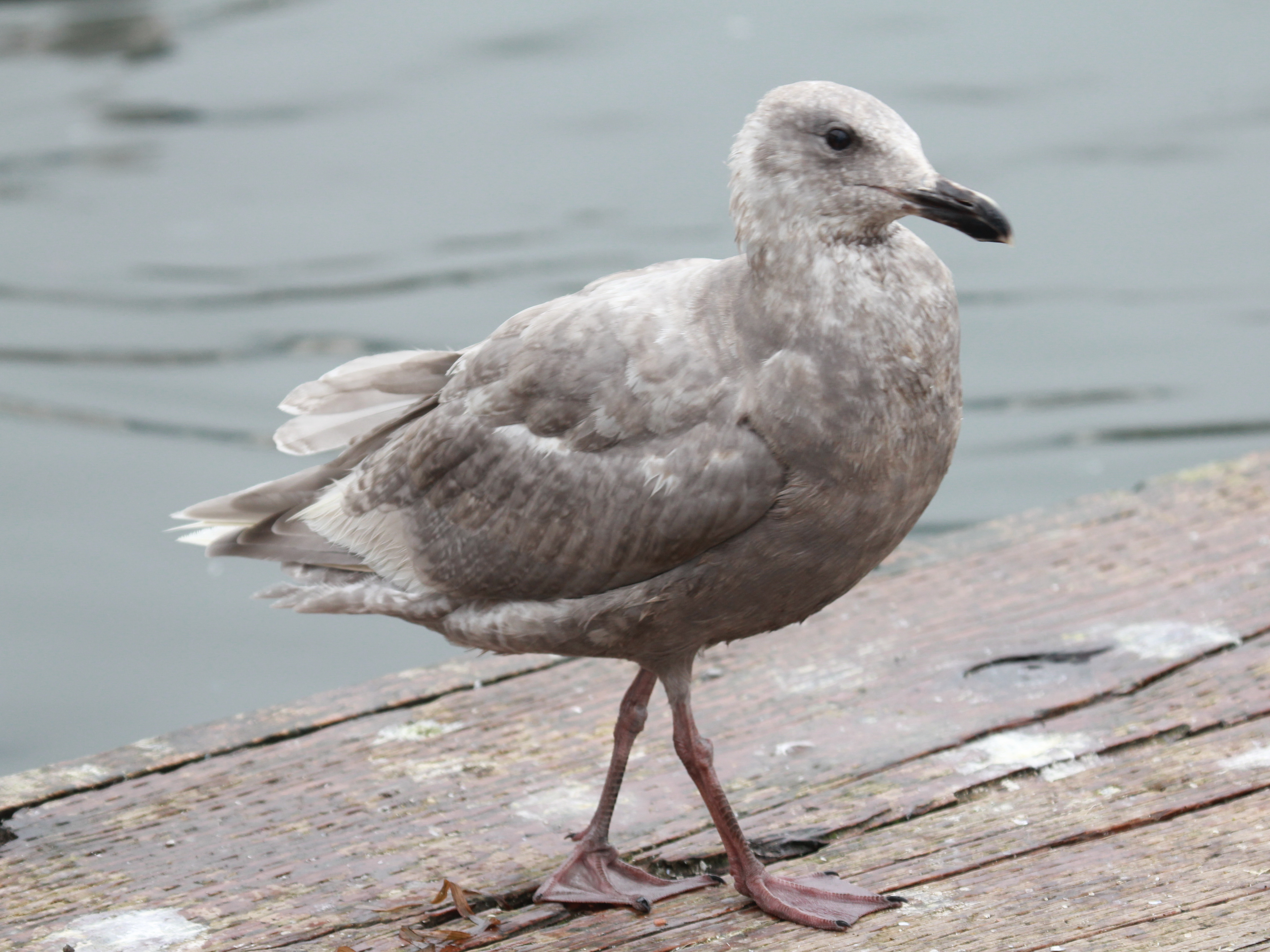
Individ under första kalenderåret (1k).
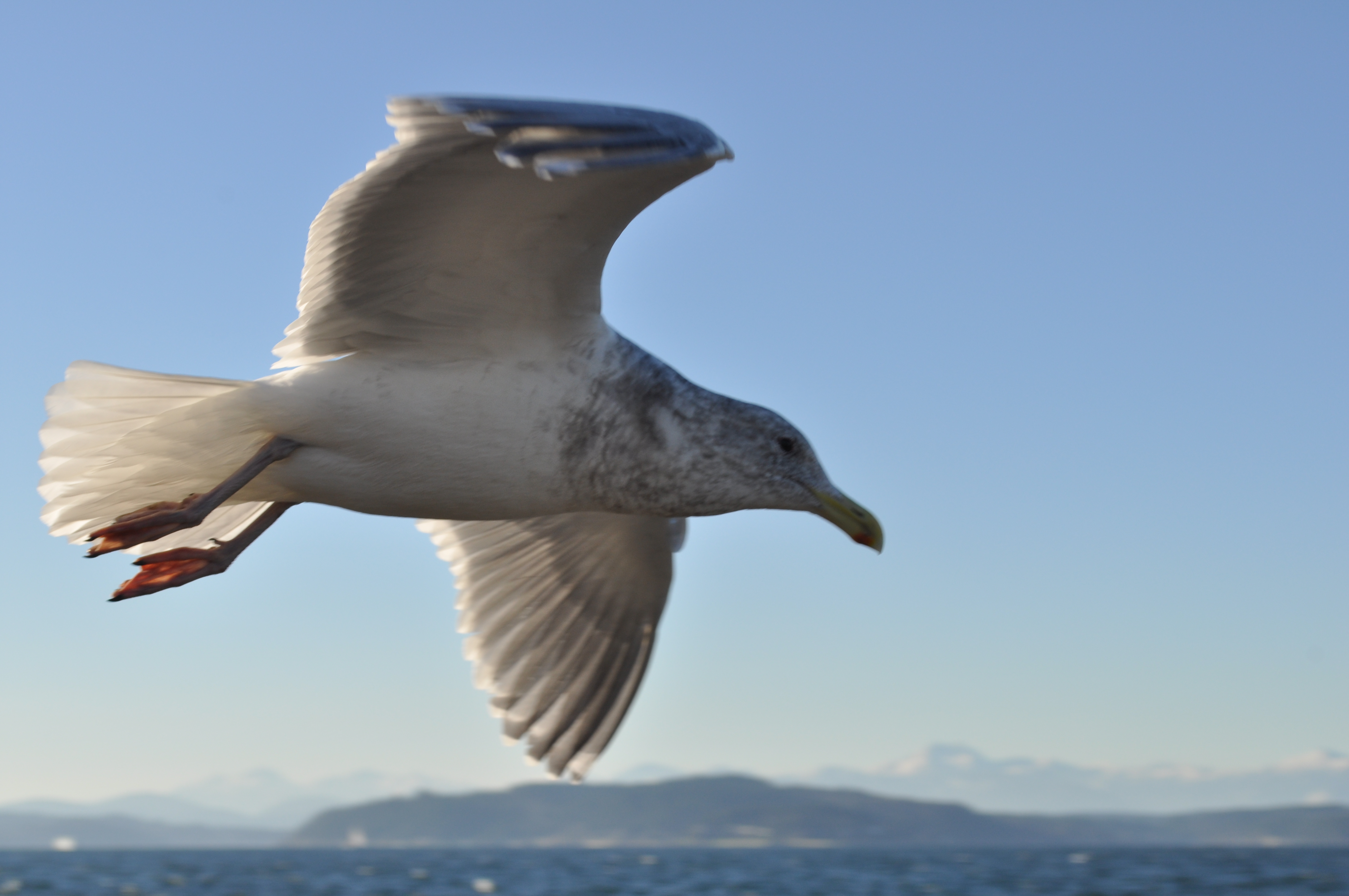
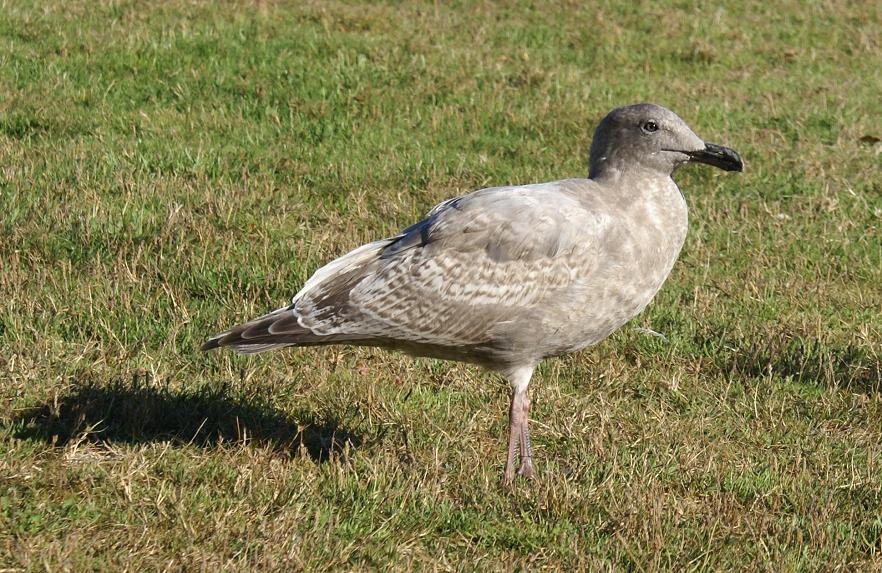
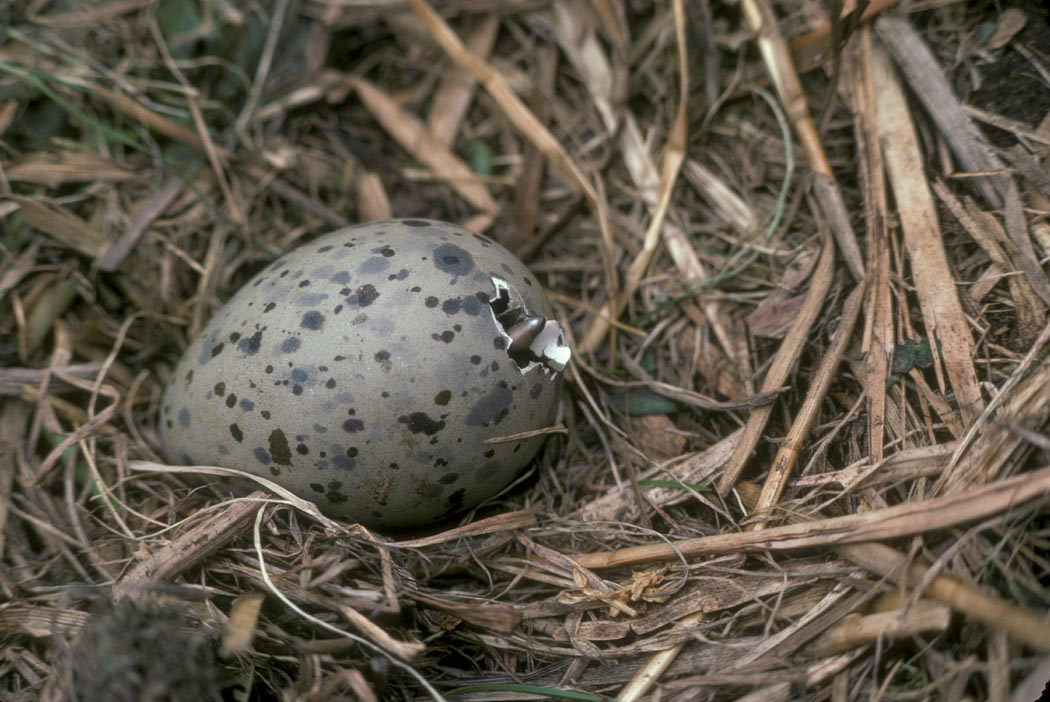
Ägg.
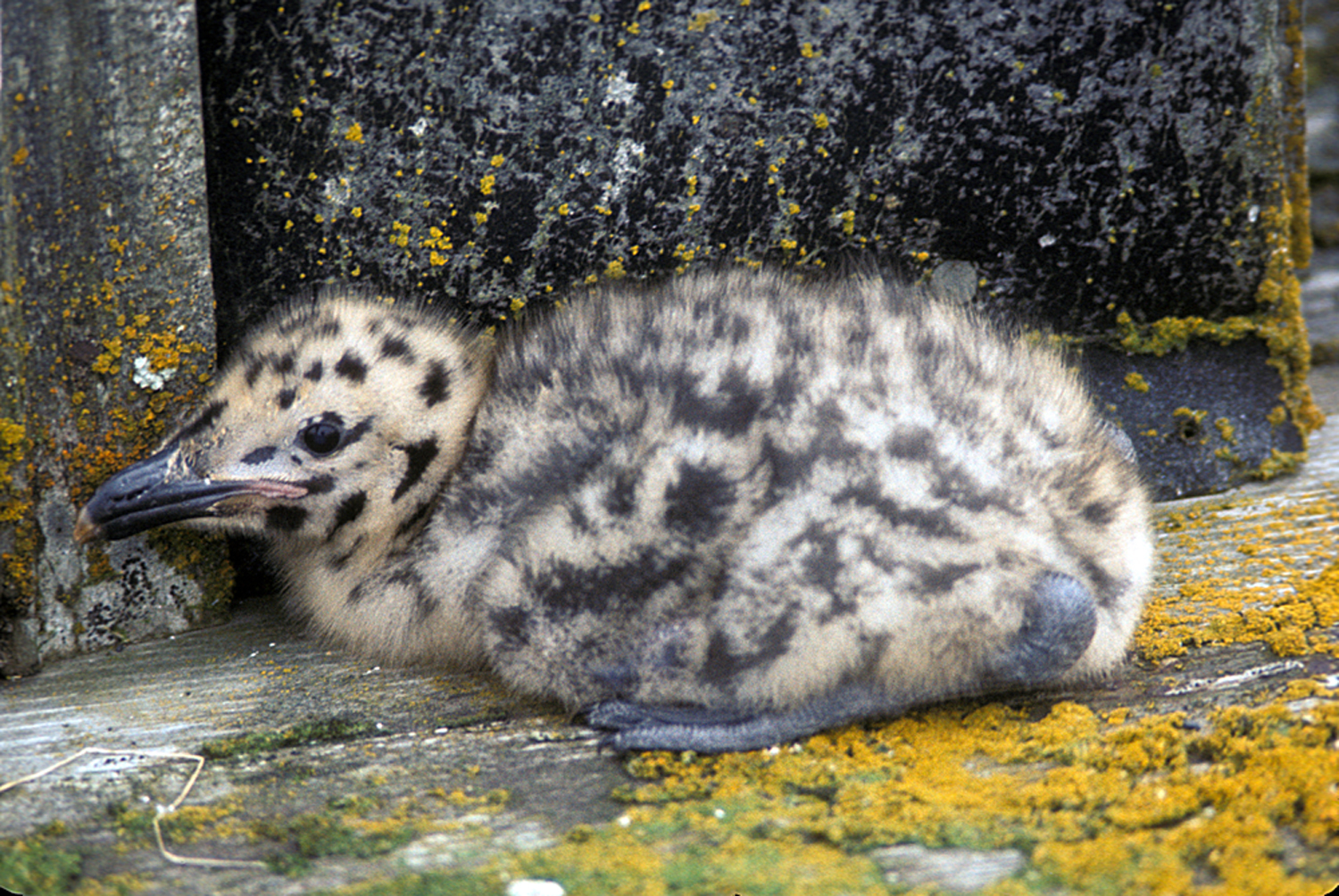
Dununge.